# Trabadelo
Trabadelo est une localité et une commune espagnole (municipio) de la comarque de El Bierzo, dans la province de León, communauté autonome de Castille-et-León, au nord-ouest de l'Espagne. La localité est le chef-lieu du municipio du même nom.
Cette localité est une halte sur le Camino francés du Pèlerinage de Saint-Jacques-de-Compostelle.

## Géographie

### Communes limitrophes
| Nord-ouest Balboa                        | Nord Balboa et Villafranca del Bierzo | Nord-est Villafranca del Bierzo |
| Ouest Balboa, Vega de Valcarce et Barjas |                                       | Est Villafranca del Bierzo      |
| Sud-ouest Barjas et Corullón             | Sud Corullón                          | Sud-est Villafranca del Bierzo  |

### Localités voisines
| Nord-ouest Lamagrande (municipio de Balboa)                                               | Nord Cantejeira (es) (municipio de Balboa) et Tereija (municipio de Villafranca del Bierzo) | Nord-est Pradela (municipio de Trabadelo)                     |
| Ouest Sotogayoso, Las Herrerias et La Portela de Valcarce (municipio de Vega de Valcarce) |                                                                                             | Est Pobladura de Somoza (municipio de Villafranca del Bierzo) |
| Sud-ouest San Fiz do Seo (es) (municipio de Trabadelo)                                    | Sud Parada de Soto (municipio de Trabadelo)                                                 | Sud-est Pereje (municipio de Trabadelo)                       |

## Démographie
| 1991 |  | 1996 |  | 2001 |  | 2004 |  | 2007 |  | 2010 |
| ---- |  | ---- |  | ---- |  | ---- |  | ---- |  | ---- |
| 779  |  | 633  |  | 532  |  | 523  |  | 496  |  | 447  |

## Divisions administratives
Le municipio regroupe les dix localités suivantes :
| - Moral de Valcarce, - Parada de Soto, - Paradela, - Pereje, | - Pradela, - San Fiz do Seo (es), - Sotelo, - Sotoparada, | - Trabadelo (chef-lieu) - Villar de Corrales. |

## Culture et patrimoine

### Pèlerinage de Compostelle
Par le Camino francés du Pèlerinage de Saint-Jacques-de-Compostelle, le chemin vient soit de la localité de Villafranca del Bierzo, dans le municipio du même nom, soit directement par le Camino Duro, soit en suivant la route N-VI, par Pereje.
La prochaine halte est le hameau de Las Herrerias dans le municipio de Vega de Valcarce.

### Patrimoine civil et naturel

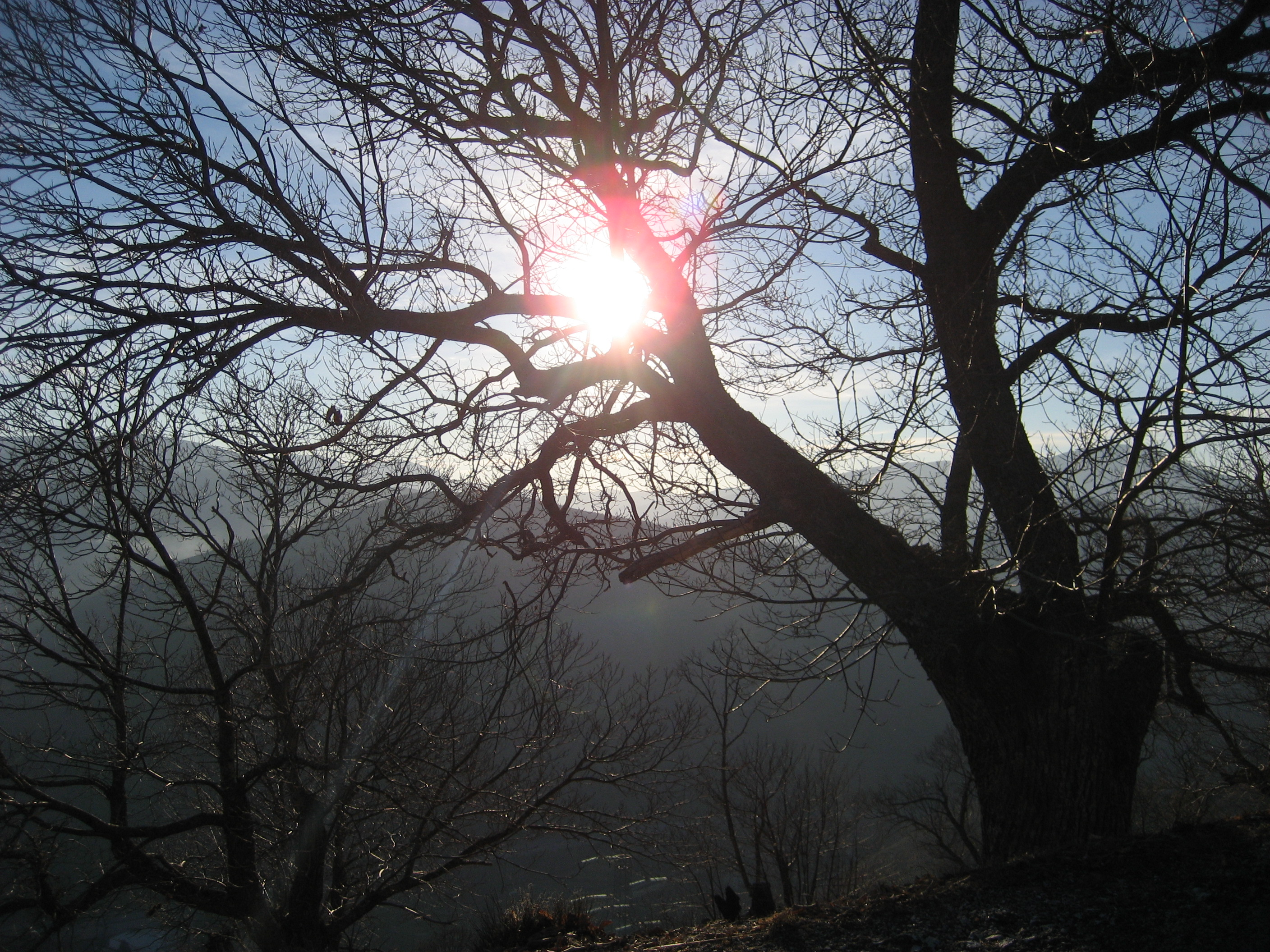
Paysage hivernal, près de Trabadelo.